# クローントゥーイ区
クローントゥーイ区（クローントゥーイく、タイ語: เขตคลองเตย）は、タイ王国バンコク都の行政区の一つ。
この行政区は、時計回りに、ワッタナー区、プラカノーン区、サムットプラーカーン県のプラプラデーン郡、ヤーンナーワー区、サートーン区、パトゥムワン区の行政区に接している。チャオプラヤ川に面しており、沿岸はクローントゥーイ港（バンコク港）として発達している。

## 歴史
1989年11月にプラカノーン区から分離して、新しい区が誕生した。1997年に一部がワッタナー区に編入された。

## 交通
- クローントゥーイ港（バンコク港）
- バンコク・スカイトレイン:ナーナー駅、アソーク駅、プロームポン駅、トンロー駅、エカマイ駅、プラカノン駅
- タイ国有鉄道メーナーム駅（貨物駅）

## 建物
- エンポリアム
- クイーン・シリキット・ナショナル・コンベンション・センター

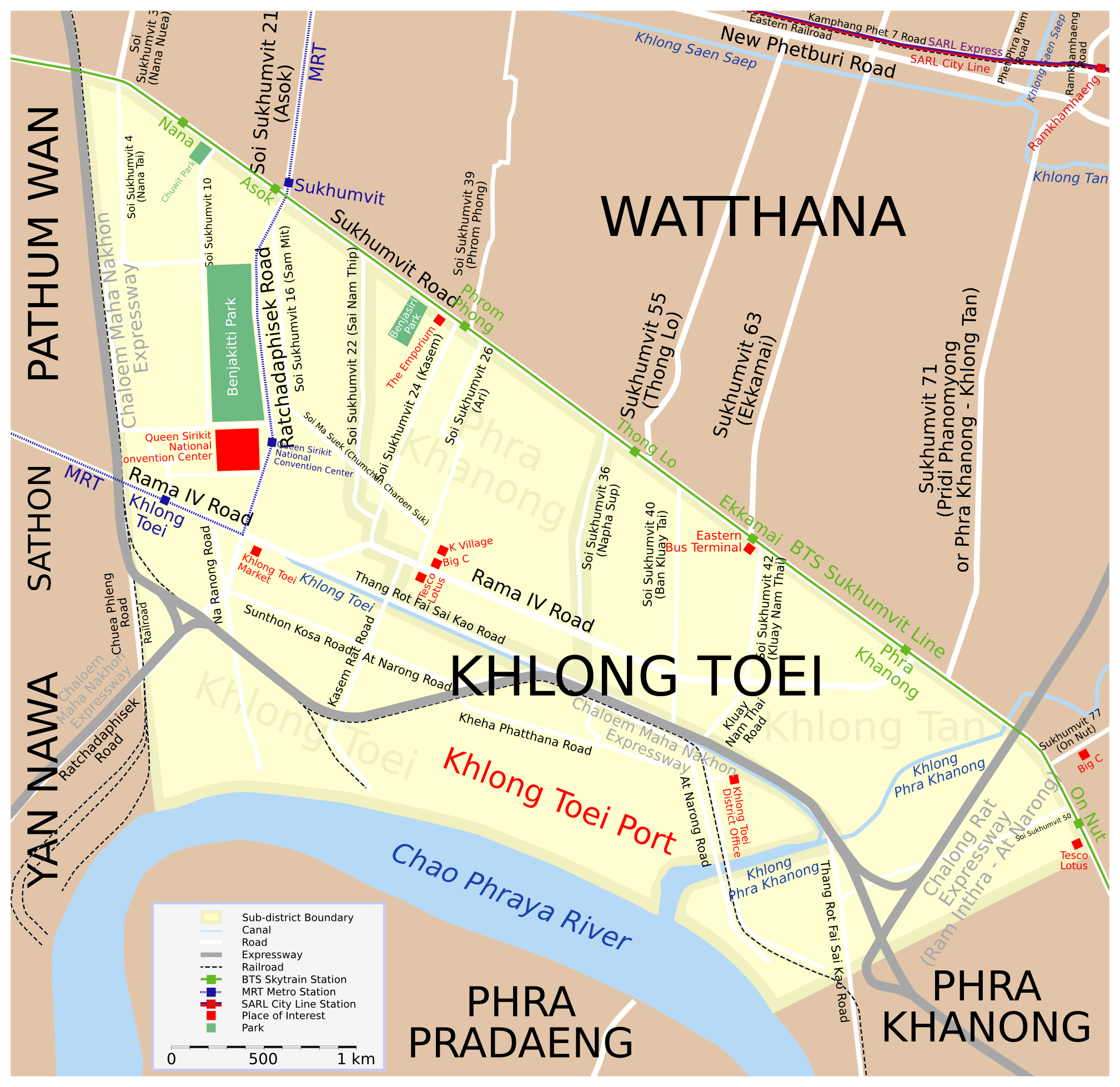
クローントゥーイ区の地図

- タイ証券取引所
- ベンチャシリ公園
- クローントゥーイ市場
- 東バスターミナル